# Doba pobělohorská

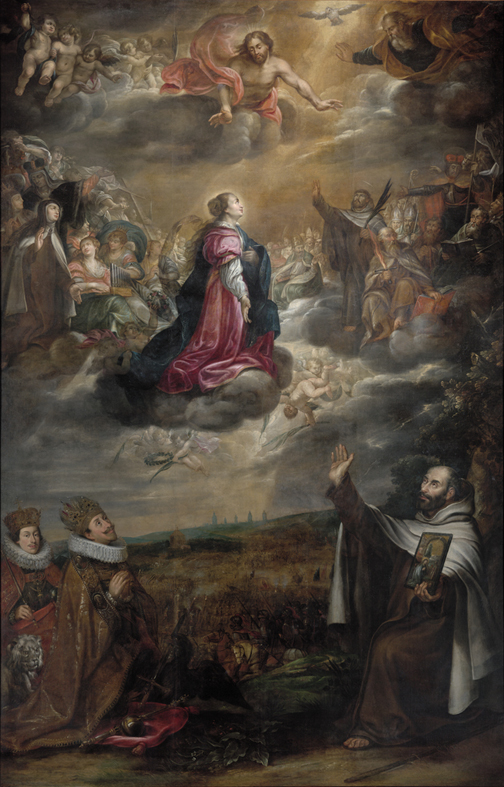
Oslava vítězství na Bílé hoře za pomoci Panny Marie, barokní obraz A. Stevense v kostele Panny Marie Vítězné

Doba pobělohorská je označení pro období české historie po bitvě na Bílé hoře v roce 1620, jejíž důsledky měly zásadní vliv na politické, náboženské, společenské i kulturní poměry českých zemí. Doba pobělohorská označuje v užším smyslu období třicetileté války, častěji až do roku 1740, nástupu osvícenství za panování Marie Terezie a Josefa II., případně až do doby národního obrození. Ačkoli bývá toto období označováno někdy jako doba temna, došlo v této době v českých zemích k nebývalému rozmachu architektury, malířství i sochařství, hudební i literární tvorby. Objevuje se pojem české baroko. Z hlediska hospodářství ale Habsburská monarichie silně zaostávala.

## Charakteristika

### Příčiny
Doba předbělohorská se do začátku stavovského povstání v roce 1618 vyznačovala relativní náboženskou tolerancí na právním principu cuius regio, eius religio. Významná byla politická role stavů a soudobá bohatá českojazyčná literární činnost (doba veleslavínská). Porážka stavovského povstání a následný vývoj znamenaly zásadní společenskou změnu, bylo povoleno (s výjimkou židovského) jen katolické náboženství a obnoveným zřízením zemským přešel stát od stavovského systému k absolutismu. S ním spojený centralismus a prosazování němčiny vedl v dlouhodobém horizontu ke germanizaci národa a k úpadku užívání češtiny. K tomu značně přispělo i ničení zakázaných knih.

### Emigrace
Mnoho osobností, které odmítly konvertovat ke katolictví, musely odejít do exilu, např. Jan Amos Komenský, spisovatelé Pavel Stránský a Pavel Skála ze Zhoře nebo grafik Václav Hollar. Během tohoto období, které trvalo přes 160 let, odešlo do vyhnanství až 500 tisíc protestantů z Čech a Moravy; po ztrátě Lužice v roce 1635 počet obyvatel země klesl více než o třetinu.

### Konfiskace
Došlo i k zásadní proměně ve vlastnictví statků v zemích Koruny české, kde z celkového počtu 926 statků jich 435 podléhalo pobělohorské konfiskaci, z toho bylo 147 větších panství. Z 254 starých českých panských rodů zbyla asi desetina, počet rodin z rytířského stavu klesl z 1128 na necelé dvě stovky, jejichž majetky byly za výhodných podmínek prodávány prokatolickým šlechticům, např. Albrechtovi z Valdštejna či Pavlu Michnovi z Vacínova. Této situace také využila řada katolických rodů z řad zahraniční šlechty, jako např. Schwarzenbergové, Clam-Gallasové, Colloredové, Nosticové, Schönbornové, Fürstenbergové, Ditrichštejnové, Belcrediové, Haugvicové, Larischové a mnozí další.

### Po třicetileté válce
Zatímco zbytek 1. poloviny 17. století je ještě vyplněn pokračující třicetiletou válkou, druhá polovina století je obdobím stabilizace poměrů a zotavováním z následků války. První polovina 18. století je již dobou nového hospodářského a kulturního rozkvětu vrcholného baroka. Do tohoto období je situován i děj Jiráskova románu Temno, jehož názvem se často označuje celé pobělohorské období jako doba temna.
Lidová povstání, která provázela celou dobu pobělohorskou, byla průběžně potlačována, vzbouřenci byli tvrdě trestáni i popravování. Jednalo se například o Valašské povstání (1620–1644), Selské povstání (1680), Selské povstání (1681), Selské povstání (1693), Selské povstání (1695), povstání na Novohradsku (1718–1729), Táborsku (1716, 1720–21, 1728, 1732, 1737–38), vzpoura na Opočensku (1732–1734), Selské povstání z roku 1775 a mnohá další.
V tradičním pojetí české historie odvozeném od Palackého, Masaryka či Jana Patočky je pobělohorské období chápáno negativně jako doba úpadku českého státu, kultury a jazyka. Emanuel Poche napsal:
... které tragicky ukončila bitva na Bílé Hoře, jež přinesla nejen konec české státní samostatnosti, ale i konec renesančního slohového názoru u nás.
Emanuel Poche, Praha renesanční, Pressfoto, ČTK
Renesanční sloh byl nahrazen manýrismem a českým barokem.
K nejvýznamnějším osobnostem pobělohorské doby patřil člen hlavní rekatolizační síly, Tovaryšstva Ježíšova, vzdělanec a český vlastenec Bohuslav Balbín.
Za tohoto našeho věku knihy české tak vzácné a řídké jsou, jako nic jiného. Byla doba za mého chlapectví, brzo po vítězství pražském [1620, Bílá hora], kdy všechny knihy psané českým jazykem pokládány právě proto za kacířské nevědomostí jistých lidí, a proto bez rozdílu, ať byly dobré či špatné, odsuzovány do ohně. Z koutu domů byvše vyvlečeny nebo z rukou vyrvány (byť se nic netýkaly náboženství), byly trhány a na zapálených hranicích páleny (např. v Praze uprostřed náměstí).
Bohuslav Balbín: Učené Čechy